# Evisa kurdistana
Evisa kurdistana là một loài bướm đêm trong họ Noctuidae.